# Петренко Володимир Сергійович
Володимир Сергійович Петренко (нар. 13 серпня 1939, с. Замостя, Білгородська область, Росія) — український політик, колишній народний депутат України від КПУ.

## Освіта
Харківський інженерно-будівельний інститут (1962), інженер-будівельник; Вища партійна школа при ЦК КПУ (1979), історик.

## Життєпис
- 1962–1963 — майстер, виконроб БМУ «Хіммашбуд» тресту «Сумихімбуд».
- 1963–1967 — на комсомольській роботі.
- 1967–1991 — на партійній роботі.
- 1991–1995 — директор науково-впроваджувального ТОВ «Інтелект».
- 1995–1999 — директор Сумської обласної дирекції НСК «Оранта».
- 1999–2002 — помічник-консультант народного депутата України.

Народний депутат України 4-го скликання з квітня 2002 до квітня 2006 від КПУ, № 41 в списку. На час виборів: помічник-консультант народного депутата України, член КПУ. Член фракції комуністів (з травня 2002); член Комітету з питань будівництва, транспорту, житлово-комунального господарства і зв'язку (з червня 2002).